# 道の駅木曽川源流の里 きそむら
道の駅木曽川源流の里 きそむら（みちのえき きそがわげんりゅうのさと きそむら）は、長野県木曽郡木祖村にある国道19号の道の駅である。

## 主な施設
木祖村民を中心とした株式会社 源が運営する。
- 駐車場
  - 普通車：40台
  - 大型車：9台
  - 身障者用 : 2台
- トイレ
  - 男：5器
  - 女：5器
  - 身障者・多用途：1器
- お食事処げんき茶屋
  - 木曽牛の定食などを提供する。
- 直売所げんき屋
  - お六櫛、百草、地酒・木曽路などを販売する。
- 情報案内
- 公衆電話

## 休館日
- 12月～４月の毎週木曜日
- 年末年始

## アクセス
- 自動車：国道19号「藪原北」交差点（2010年9月新設）の南西に所在
- 鉄道：JR中央本線 藪原駅から徒歩
- 高速バス：中央高速バス塩尻・木曽福島線　バスタ新宿行き　「やぶはら」バス停

## 周辺
- 藪原宿
- 鳥居峠 (長野県)